# 1220 Crocus
1220 Crocus este un asteroid din centura principală, descoperit pe 11 februarie 1932 de Karl Reinmuth.